# Chiesa di San Martino (Tribogna)
La chiesa di San Martino è un luogo di culto cattolico situato nella frazione di Garbarini, in via Sopra la Chiesa, nel comune di Tribogna, nella città metropolitana di Genova. La chiesa è sede della parrocchia omonima del vicariato di Recco-Uscio-Camogli dell'arcidiocesi di Genova.

## Storia e descrizione

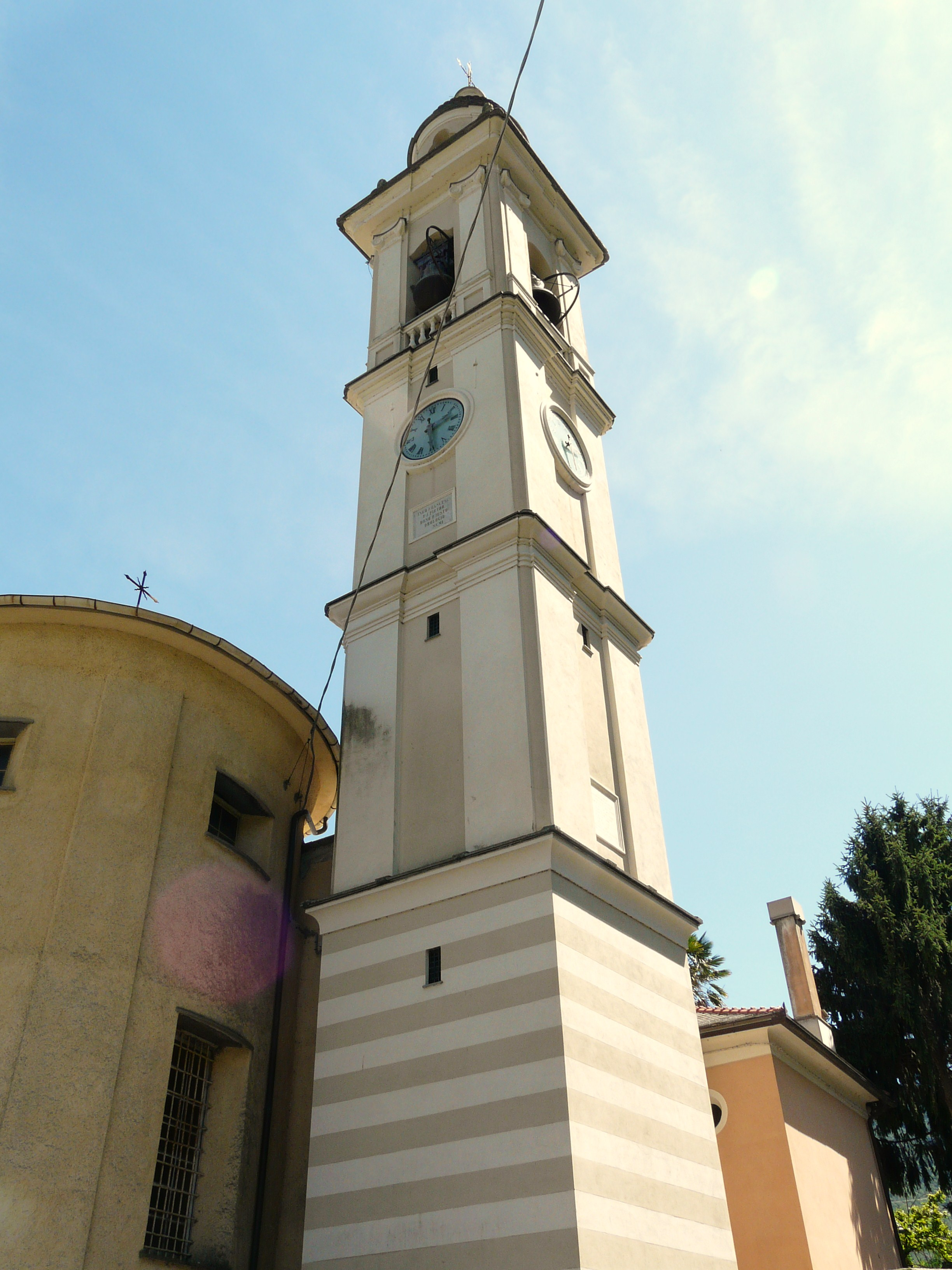
Il campanile

Eretta al titolo di parrocchiale dal cardinale dell'arcidiocesi di Genova Stefano Durazzo il 4 giugno del 1639, viene annotata anticamente con la dicitura di cappella di San Martino di Recco in un documento del 1195; proprio all'arciprete della città recchese fu sottoposta la sua parrocchia nel 1311.
Nel corso del XV secolo fu succursale della chiesa di Nostra Signora delle Grazie di Megli (1460-1469), di San Pietro di Avegno dal 1512 al 1534 e ancora di Megli fino al 1639.
La chiesa, riedificata nel 1709, è ad unica navata con cinque altari laterali. Tra le opere conservate una statua lignea raffigurante Sant'Antonio da Padova nel secondo altare di destra. Il campanile dispone di 10 campane in MIb 3 maggiore fuse dalla fonderia Picasso di Avegno.